# Ablaye Mbengue
Ablaye Vieux Mbengue (* 19. Mai 1992 in Thiès) ist ein senegalesischer Fußballspieler.

## Karriere
Mbengue begann seine Karriere beim ASC Diaraf und Akanda FC. Im Februar 2015 wechselte er nach Russland zu Terek Grosny. Im Mai 2015 debütierte er für Terek in der Premjer-Liga, als er am 26. Spieltag der Saison 2014/15 gegen den FK Rostow in der 45. Minute für Aílton eingewechselt wurde. In jenem Spiel erzielte er mit dem 1:0-Siegtreffer in der 83. Minute auch sein erstes Tor in der höchsten russischen Spielklasse. Bis zum Ende der Saison 2014/15 kam der Stürmer fünfmal zum Einsatz und erzielte dabei vier Tore.
In der Saison 2015/16 absolvierte Mbengue 21 Einsätzen in der Premjer-Liga und erzielte drei Tore. In der Spielzeit 2016/17 erzielte Mbengue in 22 Saisoneinsätzen sieben Tore und war somit hinter Bekim Balaj der zweitbeste Torschütze der Tschetschenen. In der Saison 2017/18 absolvierte der Senegalese 17 Spiele für den nun Achmat Grosny genannten Verein in der höchsten russischen Spielklasse und traf dabei zweimal. 2018/19 kam er auf 25 Einsätze für Achmat und fünf Tore, 2019/20 auf 16 Einsätzen und ein Tor.
In der Saison 2020/21 stand er bis zum 23. Spieltag nie im Spieltagskader, woraufhin er im März 2021 nach Belarus an den FK Dinamo Minsk verliehen wurde. Für Dinamo absolvierte er 15 Spiele in der Wyschejschaja Liha, in denen er zehn Tore erzielte. Im Oktober 2021 löste er seinen Vertrag in Grosny und Minsk unerlaubterweise auf und wollte zu einem anderen Klub wechseln, die Vereine meldeten dies daraufhin der FIFA. Zeitgleich wurde er von Maccabi Petach Tikwa aus Israel präsentiert. Mbengue absolvierte fortan kein Spiel mehr für Dinamo.
Im Anschluss wechselte er im April 2022 nach Kuwait zu al-Arabi. Hier stand er bis Ende Juni 2022 unter Vertrag. Für den Verein lief er dreimal in der Gruppenphase des AFC Cup auf. Im Juli 2023 wechselte er nach Saudi-Arabien zum Zweitligisten al-Arabi SC.